# Gabino Renales Guerrero
Gabino Renales Guerrero   (Badalona, 24 d'octubre de 1964) és un ex-pilot de trial català que competí amb èxit tant al Campionat d'Espanya com al Campionat del Món durant la dècada del 1980 i començaments de la del 1990.
Havent debutat de ben jove, ja a l'edat de 16 anys guanyà un títol estatal, concretament la Copa d'Espanya Júnior de 1980, amb una OSSA TR 80. De seguida va esdevenir un dels competidors destacats del Campionat d'Espanya absolut i més tard del Campionat del Món (on acabà desè el 1987). Entre altres victòries destacades, va guanyar el Trial de les Nacions en dues edicions tot integrant l'equip estatal (1989 i 1991). Cap al final de la seva carrera esportiva, va ser notícia la seva participació en la cerimònia inaugural dels Paralímpics de Barcelona'92, quan va pujar en moto fins al peveter la mascota dels jocs, Petra. La moto que es va fer servir per a aquesta actuació va ser una Montesa Cota 311 pintada de blanc i adaptada per a l'ocasió, amb diversos suports al darrere per tal d'encabir-hi la mascota.

## Palmarès internacional
| Any          | Motocicleta  | C. del Món | TDN | C. d'Espanya |
| ------------ | ------------ | ---------- | --- | ------------ |
| 1982         | Merlin       | 23è        | -   | 5è           |
| 1983         | Merlin       | 16è        | -   | 3r           |
| 1984         | JJ Cobas     | -          | 2n  | 4t           |
| 1985         | Mecatecno    | 25è        | -   | 6è           |
| 1986         | Gas Gas      | 14è        | 3r  | 2n           |
| 1987         | Gas Gas      | 10è        | 3r  | 3r           |
| 1988         | Montesa      | 17è        | -   | 5è           |
| 1989         | Montesa      | 14è        | 1r  | 3r           |
| 1990         | Montesa      | 14è        | 2n  | 4t           |
| 1991         | Montesa      | 20è        | 1r  | 5è           |
| 1992         | Montesa      | -          | -   | 9è           |
| Total títols | Total títols | 0          | 2   | 0            |

Notes
1. ↑  La classificació consignada a TDN fa referència a la posició final obtinguda per l'equip estatal
2. ↑  Al total de títols s'hi compten tots els campionats internacionals guanyats, incloent-hi el TDN